# Halacsya sendtneri
Halacsya es un género monotípico de plantas con flores perteneciente a la familia Boraginaceae. Su única especie: Halacsya sendtneri, es originaria de Albania y Bosnia-Herzegovina.

## Descripción
Alcanza un tamaño de 10 a 25 cm de altura, esta especie se caracteriza por las flores amarillas que florecen a finales de primavera. Crece de manera especial en un sustrato serpentina.

## Taxonomía
Halacsya sendtneri fue descrita por Ignaz Dörfler y publicado en Herbarium Normale: Schedae Centuriarum 44(2): 103 1902.
Sinonimia
- Zwackhia aurea Sendtn..